# Ingvar Sandahl
Ingvar Evert Gustav Sandahl, född 23 augusti 1927, död 23 september 2017, var en svensk företagsledare inom transport och entreprenad.
Ingvar Sandahl växte upp i Stengårdshult i Småland. Han bildade år 1949 Ingvar Sandahls Åkeri AB med en lastbil och utökade senare verksamheten väsentligt, bland annat genom att köpa upp ett tjugotal åkerier. I dag ryms verksamheten inom koncernen Sandahlsbolagen där Ingvar Sandahl var styrelseordförande och sonen Thord Sandahl är VD.
Efter att greve Torgil von Seth avlidit inköptes genom koncernbolaget år 1991 Bratteborgs gård, Vaggeryds kommun, som hade upphört att vara fideikommiss i och med von Seths död 1989. Efter många år i Skillingaryd bosatte sig Ingvar Sandahl och hans maka där och upprustade herrgården. En ny ladugårdsbyggnad invigdes med Eskil Erlandsson närvarande år 2011.
Ingvar Sandahl var sedan 1952 gift med Britta Sandahl (1927–2017)och paret fick två söner, Christer och Thord, som båda ingår i styrelsen för Sandahlsbolagen. Ingvar Sandahl har tillika en dotter, Anita Hansbo, som är fil.dr. i matematik och rektor vid Högskolan i Jönköping.